# Bad König
Bad König é um município da Alemanha, situado no distrito de Odenwaldkreis, no estado de Hesse. Tem 46,73 km² de área, e sua população em 2019 foi estimada em 9.759 habitantes.